# Ізвоареле (Лівезіле, Алба)
Ізвоареле (рум. Izvoarele) — село у повіті Алба в Румунії. Входить до складу комуни Лівезіле.
Село розташоване на відстані 295 км на північний захід від Бухареста, 36 км на північ від Алба-Юлії, 42 км на південь від Клуж-Напоки.

## Населення
За даними перепису населення 2002 року у селі проживали 194 особи, з них 192 особи (99,0%) румунів. Рідною мовою 192 особи (99,0%) назвали румунську.